# Élections législatives de 1988 dans le Cantal
Les élections législatives françaises de 1988  se déroulent les 5 et 12 juin 1988. Dans le département du Cantal, deux députés sont à élire dans le cadre de deux circonscriptions.

## Élus
| Circonscription | Député sortant        | Parti                 | Parti                 | Député élu ou réélu | Parti | Parti    |
| --------------- | --------------------- | --------------------- | --------------------- | ------------------- | ----- | -------- |
| 1re             | Scrutin proportionnel | Scrutin proportionnel | Scrutin proportionnel | Yves Coussain       |       | UDF (PR) |
| 2e              | Scrutin proportionnel | Scrutin proportionnel | Scrutin proportionnel | Pierre Raynal       |       | RPR      |

## Positionnement des partis
L'UDF et le RPR se présentent unis sous l'étiquette « Union du Rassemblement et du Centre » tandis que les candidats du Parti socialiste se rangent sous la bannière de la « Majorité présidentielle pour la France unie », slogan de la campagne présidentielle de François Mitterrand.

## Résultats

### Résultats à l'échelle du département
| Parti          | Parti                               | Premier tour | Premier tour | Second tour | Second tour | Sièges |
| Parti          | Parti                               | Voix         | %            | Voix        | %           | Sièges |
| -------------- | ----------------------------------- | ------------ | ------------ | ----------- | ----------- | ------ |
|                | Rassemblement pour la République    | 26 231       | 30,17        |             |             | 1      |
|                | Union pour la démocratie française  | 18 682       | 21,48        | 24 321      | 50,81       | 1      |
|                | Union du Rassemblement et du Centre | 44 913       | 51,65        | 24 321      | 50,81       | 2      |
|                |                                     |              |              |             |             |        |
|                | Parti socialiste                    | 29 400       | 33,81        | 23 545      | 49,19       | 0      |
|                | Divers gauche (Maj. prés.)          | 4 469        | 5,14         |             |             | 0      |
|                | La France unie                      | 33 869       | 38,95        | 23 545      | 49,19       | 0      |
|                |                                     |              |              |             |             |        |
|                | Parti communiste français           | 5 855        | 6,73         |             |             | 0      |
|                | Front national                      | 2 317        | 2,66         | 0           |             |        |
|                |                                     |              |              |             |             |        |
| Inscrits       | Inscrits                            | 125 190      | 100,00       | 61 951      | 100,00      | 2      |
| Abstentions    | Abstentions                         | 36 682       | 29,3         | 13 096      | 21,14       |        |
| Votants        | Votants                             | 88 508       | 70,7         | 48 855      | 78,86       |        |
| Blancs et nuls | Blancs et nuls                      | 1 554        | 1,76         | 989         | 2,02        |        |
| Exprimés       | Exprimés                            | 86 954       | 98,24        | 47 866      | 97,98       |        |

### Résultats par circonscription

#### Première circonscription (Aurillac)
| Candidat       | Candidat             | Parti          | Premier tour | Premier tour | Second tour | Second tour |  |
| Candidat       | Candidat             | Parti          | Voix         | %            | Voix        | %           |  |
| -------------- | -------------------- | -------------- | ------------ | ------------ | ----------- | ----------- |  |
|                | René Souchon sortant | PS             | 20 163       | 46,4         | 23 545      | 49,19       |  |
|                | Yves Coussain élu    | UDF (PR) (URC) | 18 682       | 42,99        | 24 321      | 50,81       |  |
|                | Alain Cousin         | PCF            | 3 290        | 7,57         |             |             |  |
|                | Paul Bardot          | FN             | 1 323        | 3,04         |             |             |  |
|                |                      |                |              |              |             |             |  |
| Inscrits       | Inscrits             | Inscrits       | 61 968       | 100,00       | 61 951      | 100,00      |  |
| Abstentions    | Abstentions          | Abstentions    | 17 619       | 28,43        | 13 096      | 21,14       |  |
| Votants        | Votants              | Votants        | 44 349       | 71,57        | 48 855      | 78,86       |  |
| Blancs et nuls | Blancs et nuls       | Blancs et nuls | 891          | 2,01         | 989         | 2,02        |  |
| Exprimés       | Exprimés             | Exprimés       | 43 458       | 97,99        | 47 866      | 97,98       |  |

#### Deuxième circonscription (Saint-Flour - Mauriac)
|                | Pierre Raynal sortant réélu | RPR (URC)      | 26 231 | 60,31  |  |  |  |
|                | Daniel Vendries             | PS             | 9 237  | 21,24  |  |  |  |
|                | Marc Petitjean              | Divers gauche  | 4 469  | 10,27  |  |  |  |
|                | Clément Besombes            | PCF            | 2 565  | 5,9    |  |  |  |
|                | Jacques Deschanel           | FN             | 994    | 2,29   |  |  |  |
|                |                             |                |        |        |  |  |  |
| Inscrits       | Inscrits                    | Inscrits       | 63 222 | 100,00 |  |  |  |
| Abstentions    | Abstentions                 | Abstentions    | 19 063 | 30,15  |  |  |  |
| Votants        | Votants                     | Votants        | 44 159 | 69,85  |  |  |  |
| Blancs et nuls | Blancs et nuls              | Blancs et nuls | 663    | 1,5    |  |  |  |
| Exprimés       | Exprimés                    | Exprimés       | 43 496 | 98,5   |  |  |  |